# 토스탕
에두아르두 곤사우베스 지 안드라데(포르투갈어: Eduardo Gonçalves de Andrade, 1947년 1월 25일 ~ )는 토스탕(Tostão)이라고 잘 알려진 브라질의 축구 선수이다. 그는 당시 최고의 공격수였으며, 날카로운 패스를 사용한 어시스트와 가공할만한 득점력이 일품이었다.
그는 크루제이루 EC 유소년 클럽에서 축구를 시작했다. 다른 브라질의 축구 선수와 같이 그는 그의 선수 생활 초기때 별명이 붙여졌는데, 그의 별명이 토스탕(작은 동전)이었다. 그는 경력을 대부분을 크루제이루에서 보냈다. 그는 378경기에서 249골을 넣는 기염을 토해냈다. 그는 이전 소속팀이었던 아메리카 FC 시절땐 단지 22경기에서 무려 46골을 넣었다. 1970년 FIFA 월드컵에서는 펠레와 같이 호흡을 맞췄는데, 펠레가 4골, 토스탕이 2골을 넣어 브라질이 그 대회에서 우승을 차지하는 것을 도왔다. 그는 1972년 CR 바스쿠 다 가마로 이적했고, 35경기에서 71골을 넣었다.
그는 총 435번의 리그 경기에서 366골을 넣었다.
1969년 그는 리그 경기 도중 얼굴에 공을 맞았고, 그 후 그는 망막 박리에 시달리게 되었다. 그는 이 부상 때문에 1970년 FIFA 월드컵에 못나갈 뻔하였다. 1973년 다시 이 병에 걸렸을 때, 26살의 나이로 은퇴를 결심했다. 은퇴 이후에는 의사가 되었다고 한다.

## 수상

#### 크루제이루
- 브라질 전국리그 : 1966
- 미네이루 주립리그 : 1965, 1966, 1967, 1968, 1969

#### 브라질
- FIFA 월드컵 : 1970

#### 개인
- 볼라 지 프라타 : 1970
- 브라질 전국리그 득점왕 : 1970
- 남아메리카 올해의 선수 : 1971
- 월드사커 선정 20세기 최고의 선수 100인
- 브라질 축구 박물관 명예의 전당